# Portland Timbers 1975
Questa pagina raccoglie i dati riguardanti i Portland Timbers nelle competizioni ufficiali della stagione 1975.

## Stagione
Quella del 1975 fu la stagione d'esordio dei Timbers, affidati al gallese Vic Crowe, che con il suo assistente Leo Crowther costruì una rosa prettamente britannica, tra cui un nucleo di giocatori provenienti dal club inglese del Wolverhampton: Peter Withe, che sarà il capocannoniere della squadra con sedici reti, Barry Powell, Jimmy Kelly, Chris Dangerfield e Don Gardner. La squadra si impose nella Western Division e nei playoff per il titolo raggiunse la finale, persa contro i T.B. Rowdies.

## Organigramma societario
Area direttiva
Area tecnica
- Allenatore: Vic Crowe
- Ass. allenatore: Leo Crowther[1]

## Rosa
| N. |                        | Ruolo | Calciatore               |
| -- | ---------------------- | ----- | ------------------------ |
| 1  | Inghilterra (bandiera) | P     | Graham Brown             |
| 2  | Inghilterra (bandiera) | D     | Ray Martin               |
| 3  | Inghilterra (bandiera) | D     | Barry Lynch              |
| 4  | Stati Uniti (bandiera) | D     | Mick Hoban               |
| 5  | Inghilterra (bandiera) | D     | Graham Day               |
| 6  | Galles (bandiera)      | C     | Brian Godfrey (capitano) |
| 7  | Scozia (bandiera)      | C     | Thomas McLaren           |
| 8  | Inghilterra (bandiera) | C     | Barry Powell             |
| 9  | Inghilterra (bandiera) | A     | Peter Withe              |

| N. |                             | Ruolo | Calciatore            |
| -- | --------------------------- | ----- | --------------------- |
| 10 | Giamaica (bandiera)         | A     | Don Gardner           |
| 11 | Irlanda del Nord (bandiera) | A     | Jimmy Kelly           |
| 12 | Inghilterra (bandiera)      | A     | William John Anderson |
| 13 | Inghilterra (bandiera)      | A     | Chris Dangerfield     |
| 14 | Inghilterra (bandiera)      | A     | Tony Betts            |
| 16 | Stati Uniti (bandiera)      | A     | Roger Goldingay       |
| 18 | Stati Uniti (bandiera)      | D     | Nick Nicolas          |
| 20 | Canada (bandiera)           | P     | Dave Landry           |